# Lipówki (województwo lubelskie)
Lipówki (dawniej Lipówka) – kolonia w Polsce położona w województwie lubelskim, w powiecie chełmskim, w gminie Siedliszcze.
W latach 1975–1998 miejscowość administracyjnie należała do województwa chełmskiego.
Kolonia jest sołectwem w gminie Siedliszcze.  Według Narodowego Spisu Powszechnego (III 2011 r.) liczyła 152 mieszkańców i była czternastą co do wielkości miejscowością gminy.
W obszar kolonii wchodzi:
| SIMC    | Nazwa    | Rodzaj        |
| ------- | -------- | ------------- |
| 0107666 | Za Szosą | część kolonii |

## Historia
Słownik geograficzny Królestwa Polskiego z roku 1884 wymienia Lipówkę jako folwark w dobrach Chojno w powiecie chełmskim, gminie Siedliszcze, parafii łacińskiej w Pawłowie obrzędu greckiego w Siedliszczach. W 1875 r. folwark Lipówka posiadał  łącznie 511 mórg. Był tu wówczas browar, eksploatowano  pokłady wapna jak również kamienia zwanego „opoką” i torfu. W 1884 r. odłączono folwark od dóbr Chojno. W roku 1896 założono tu kolonię niemiecką.